# Flappy Bird
Flappy Bird é um jogo eletrônico para dispositivos móveis de 2013 desenvolvido em Hanói pelo programador vietnamita Nguyễn Hà Đông e publicado pela .GEARS studios. O jogo foi publicado em maio de 2013 para o iPhone 5, e então atualizado para o iOS 7 em setembro de 2013. Em janeiro de 2014, ele ficou no topo da categoria de jogos gratuitos da iTunes App Store chinesa e americana, e mais tarde naquele mês da loja do Reino Unido, onde foi chamado de "o novo Angry Birds". Terminou o mês de janeiro como o aplicativo mais baixado da App Store. Existe uma versão para Windows 8 e Windows 8.1.

## Jogabilidade
O objetivo no jogo é ganhar o maior número possível de pontos, controlando um pássaro (tocando na tela) sem deixá-lo colidir nos canos. Se o pássaro tocar em algum obstáculo - ou se deixar o pássaro cair -, o jogo termina. Sempre que o personagem passa por um conjunto de canos, o jogador ganha um ponto. O jogo possui gráficos semelhantes ao do jogo Super Mario World, mecânica básica e propagandas dentro do jogo, que, de acordo com o site de notícias sobre tecnologia, The Verge, geravam por volta de $50.000 por dia no início de 2014.

## Produção
Flappy Bird foi criado e desenvolvido por Dong Nguyen. O personagem foi criado originalmente para um jogo de plataforma em 2012, o qual foi cancelado. Flappy Bird foi criado em menos de 3 dias. Nguyen afirma que nenhuma parte de seu jogo foi feita para ser impossível de se passar.

## Recepção
O jogo foi criticado pelo Huffington Post como sendo "o jogo mais irritante, difícil e frustrante, que combina uma acentuada curva de dificuldade, com gráficos chatos e um movimento ruim." Entretanto, Jenifer Whiteside escreveu uma crítica mais positiva para o site Amongtech.com, onde sugere que Flappy Bird possa ultrapassar Candy Crush Saga como o jogo para dispositivos móveis mais popular de 2014, devido à sua natureza viciante, a idade de Candy Crush, e a fama que o jogo recebeu à época.
A dificuldade do jogo tem sido uma fonte de raiva para muitos usuários, com um usuário afirmando que levou meia hora para conseguir fazer cinco pontos. De acordo com seu criador, o jogo é ligeiramente mais fácil no Android do que no iOS.

## Controvérsias
Algumas pessoas suspeitam que o criador do jogo utilizou bots para causar seu repentino ganho de popularidade no começo de 2014. Quando questionado sobre o assunto pelo The Daily Telegraph, Nguyen disse: "Eu respeito a opinião de todas as pessoas. Não vou comentar neste artigo. Gostaria de fazer meus jogos em paz." Porém, quando a Newsweek insistiu sobre o assunto, Nguyen respondeu no Twitter: "Não importa. Não acha?... Se enganei, a Apple deixaria ativo por meses."
Flappy Bird também foi criticado pela Kotaku por seu uso de objetos gráficos do Mario.
No início de fevereiro de 2014, Dong Nguyen avisou através do Twitter que iria remover seu jogo da iTunes Store e do Google Play por causa de toda a atenção negativa que recebeu por causa do jogo: "Não é relacionado a assuntos legais. Eu simplesmente não aguento mais." No dia 9 de fevereiro, o jogo foi removido de ambas as lojas digitais.

## Legado
No dia 10 de fevereiro, o desenvolvedor de jogos eletrônicos Ivano Palmentieri anunciou o início do Flappy Jam, uma competição de criação de jogos semelhante ao Candy Jam, aberto ao público e com o objetivo de "criar um jogo difícil, quase impossível" e com "gráficos inspirados — mas não copiados —  em jogos clássicos" sem fins lucrativos. De acordo com o site oficial, o objetivo dessa competição é apoiar Dong Nguyen após o abuso verbal que recebeu antes e após a remoção do jogo. Terry Cavanagh, criador de Super Hexagon e VVVVVV, e Adam Saltsman, criador de Canabalt, também participaram do jam, cada um criando uma versão de Flappy Bird que incorpora suas criações anteriores.
Além da competição criada por Palmentieri, o jogo recebeu uma série de homenagens e adaptações. A banda Fall Out Boy anunciou no dia 12 de fevereiro que criaram uma versão do jogo chamada Fall Out Bird. Uma versão não oficial do jogo foi lançada para o Nintendo 3DS com o nome de Flappy Bird: PTC Edition, criado com o Petit Computer, um aplicativo disponível no DSiWare que permite a criação de jogos com a linguagem de programação BASIC.